# Premarket approval
Premarket approval (PMA) ist ein Prozess der amerikanischen Gesundheitsbehörde FDA zur wissenschaftlichen und regulierenden Überprüfung von medizinischen Geräten der Klasse III, um deren Sicherheit und Wirksamkeit zu beurteilen. Klasse III Geräte sind jene, die das menschliche Leben unterstützen oder aufrechterhalten, von wesentlicher Bedeutung beim Verhindern der Beeinträchtigung menschlicher Gesundheit sind, oder die ein potentielles Risiko der Krankheit oder Verletzung darstellen.